# Nošovice
Nošovice (polsky Noszowice, německy Noschowitz) jsou slezská obec v okrese Frýdek-Místek v Moravskoslezském kraji. Žije zde přibližně 1 000 obyvatel. Obcí protéká řeka Morávka.

## Název
Na vesnici bylo přeneseno původní pojmenování jejích obyvatel Potměnošovici. To bylo buď odvozeno od osobního jména Potměnoš a pak znamenalo "Potměnošovi lidé" nebo to bylo posměšné označení zlodějů. Poslední doklad nezkráceného jména je z roku 1636, poté v dokladech vždy jen Nošovice (případně německé Noschowitz).

## Historie
První písemná zmínka o obci, tehdy pod názvem Potměnošovice, pochází z roku 1573. Jméno Nošovice se objevuje až v roce 1664.

## Obyvatelstvo
| Rok            | 1869 | 1880 | 1890 | 1900 | 1910 | 1921 | 1930 | 1950 | 1961 | 1970 | 1980 | 1991 | 2001 | 2011 | 2021 |
| -------------- | ---- | ---- | ---- | ---- | ---- | ---- | ---- | ---- | ---- | ---- | ---- | ---- | ---- | ---- | ---- |
| Počet obyvatel | 665  | 707  | 745  | 793  | 818  | 821  | 815  | 785  | 903  | 830  | 975  | 921  | 948  | 937  | 972  |
| Počet domů     | 90   | 75   | 107  | 112  | 122  | 127  | 139  | 164  | 190  | 194  | 223  | 241  | 251  | 272  | 301  |

Věková struktura obyvatel obce Nošovice roku 2011

## Obecní správa
Mezi lety 1869–1979 Nošovice byly obcí v okrese Těšín (1869–1900), poté v okrese Frýdek (1910–1930), poté v okrese Místek (1950) a později v okrese Frýdek-Místek. Od 1. ledna 1980 do 23. listopadu 1990 patřily jako část obce k Dobré a od 24. listopadu 1990 jsou opět samostatnou obcí.

### Obecní symboly
Znak a vlajka byly obci uděleny rozhodnutím předsedy Poslanecké sněmovny Parlamentu České republiky dne 9. prosince 1996.
Obecní znak tvoří vrchní žlutá a dolní černá část. Ve vrchní žluté jsou zobrazeny nástroje symbolizující zemědělství a pivovarnictví. Ve spodní části, která má černé pozadí, a symbolizuje tak noc, je vyobrazena nůše, ve kterých se nosily látky na panskou valchu.

## Pamětihodnosti
- Památník padlých první a druhé světové válce v Nošovicích před místní základní školou
- Boží muka u staré cesty na Malou Prašivou
- Kaple na rozhraní Dobré a Nošovic
- Kaplička v Malých Nošovicích na Podlesí
- Kříž (boží muka) u staré cesty k řece, je hranicí dvou pozemků
- Národní přírodní památka Skalická Morávka, zachovalý podhorský úsek přirozeného divočícího toku řeky Morávky
- Přírodní památka Niva Morávky

## Ekonomika
V Nošovicích se tradičně vyrábí kysané zelí. Výrobce Zemědělské družstvo vlastníků Nošovice používá převážně ruční výrobu včetně šlapání nohama. V roce 2007 získalo Nošovické kysané zelí ochrannou registraci Evropské unie.
V druhé polovině 60. let 20. století začala v centru obce výstavba pivovaru Radegast, ve kterém byla první várka piva uvařena v roce 1970. V roce 1990 proběhla privatizace podniku, který je od roku 2017 součástí japonského koncernu Asahi. Pivovar vyrábí pivo pod svým názvem Radegast.
V letech 2006 až 2008 probíhala v těsné blízkosti obce výstavba automobilky jihokorejského koncernu Hyundai. Továrna Hyundai Motor Manufacturing Czech patří v současnosti mezi největší automobilové výrobce v České republice.

## Nošovice v umění
Dopad výstavby obří automobilky na malou obec včetně pohnutých výkupů pozemků zpracovává celovečerní dokumentární film Víta Klusáka Vše pro dobro světa a Nošovic natáčený v letech 2006–2010 .
V roce 2018 vydal teolog a překladatel Alexandr Flek knihu Parabible, která je volnou parafrází novozákonních evangelií a jejich doby. Podle parabible se Ježíš narodil v Berouně a bydlí v Nošovicích.

## Galerie

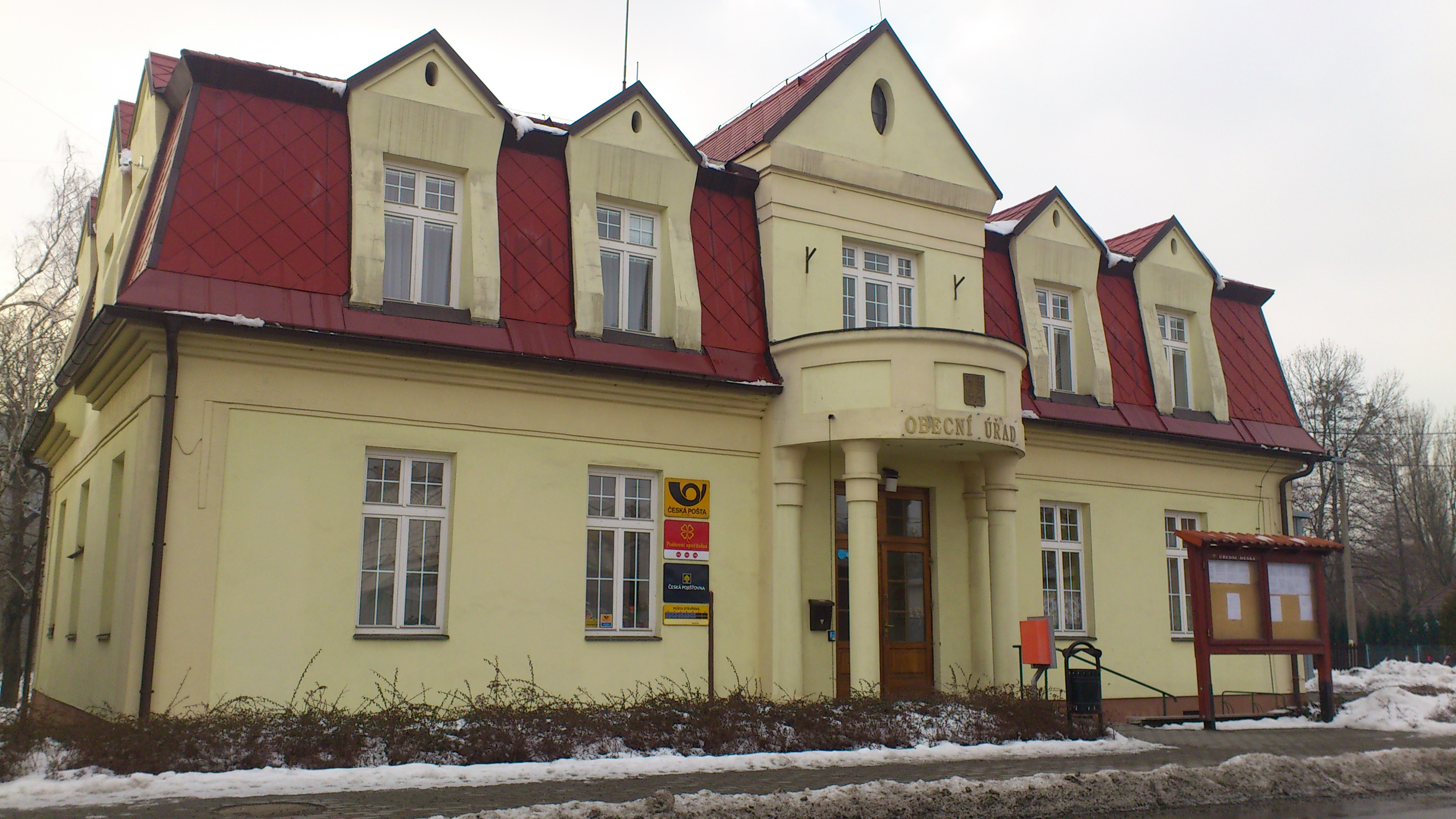
Obecní úřad
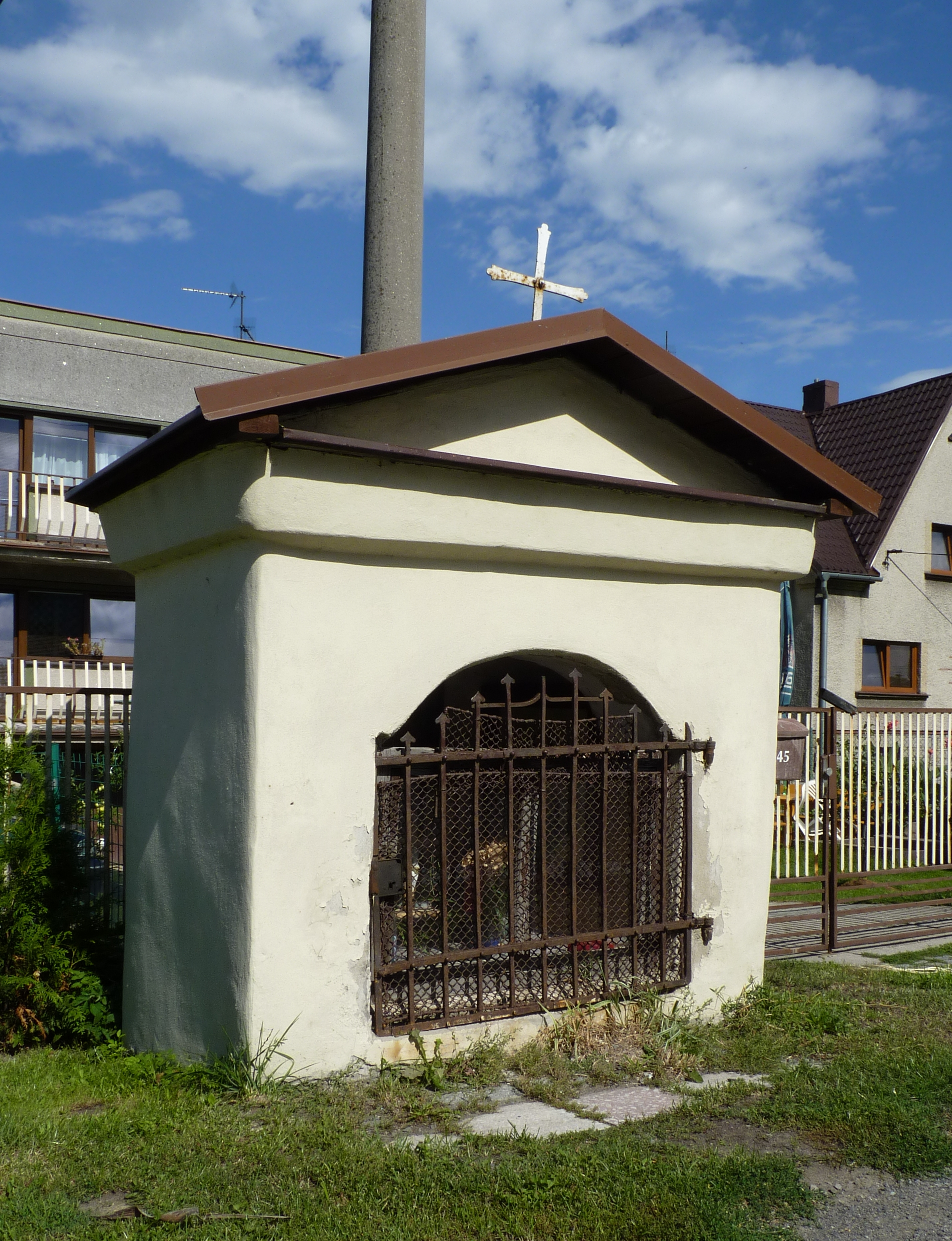
Kaplička
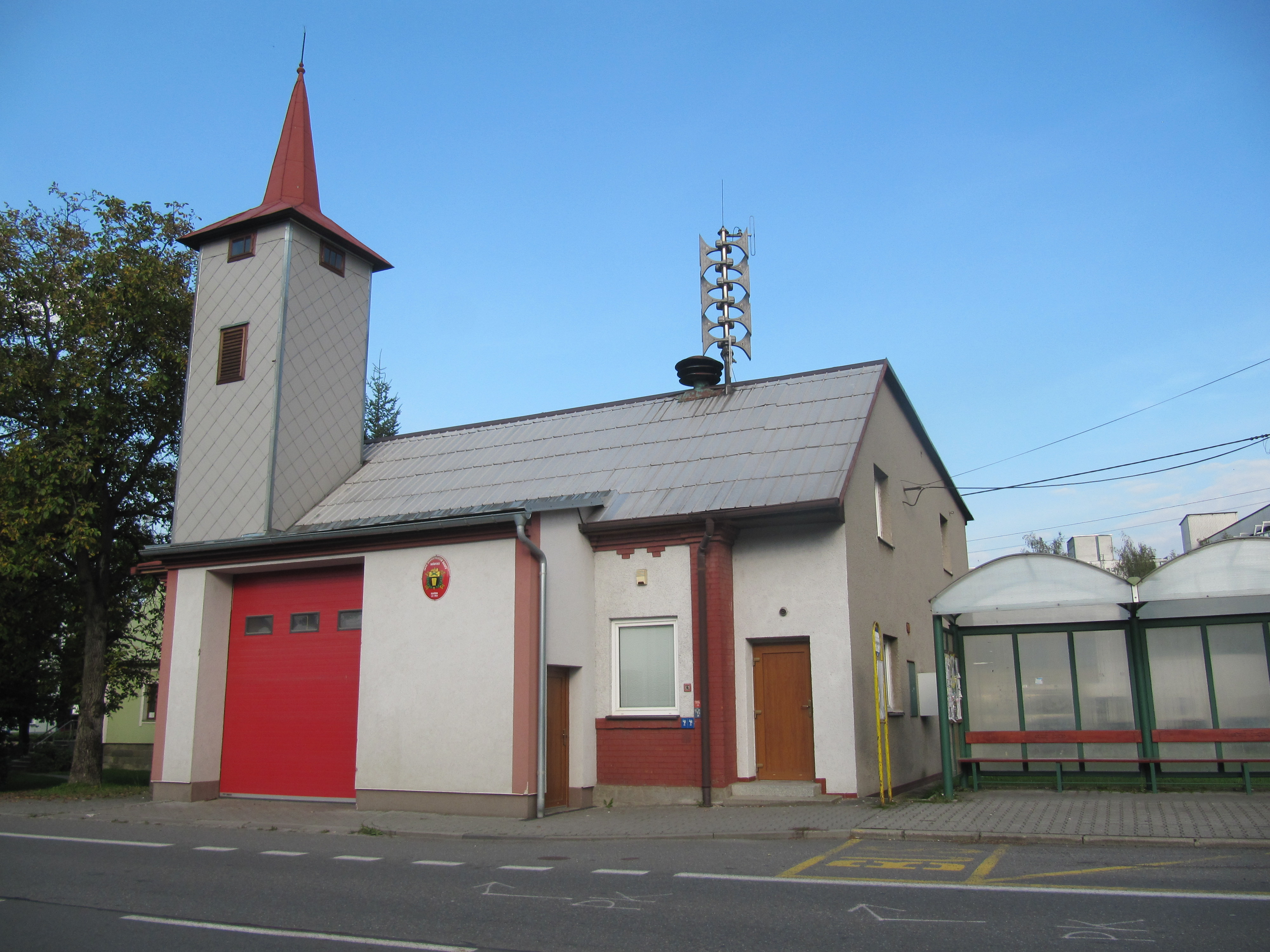
Hasičská zbrojnice
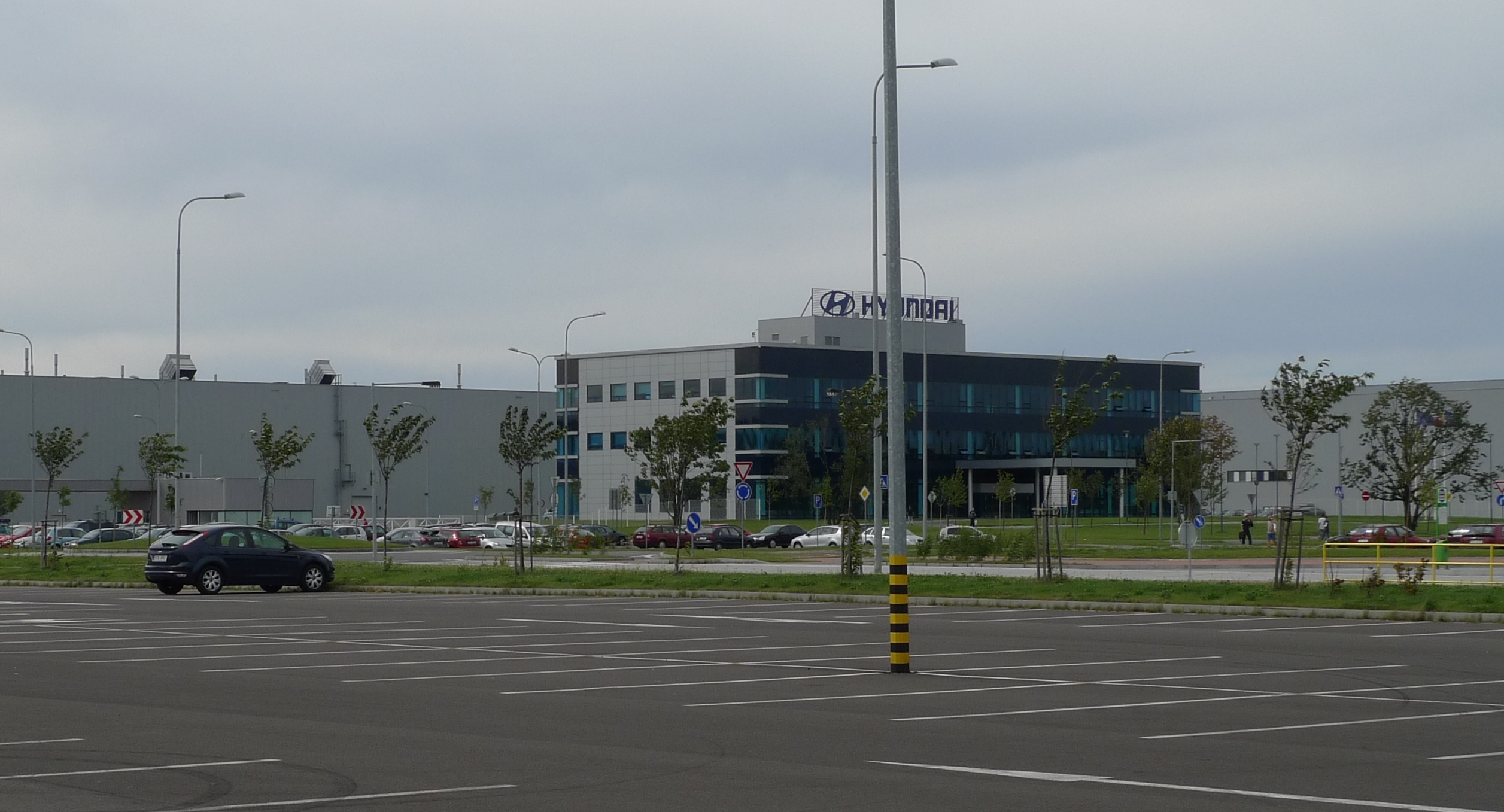
Automobilka Hyundai